# Aphroditeola
Aphroditeola — рід грибів родини Hygrophoraceae. Назва вперше опублікована 2013 року.

## Класифікація
До роду Aphroditeola відносять 1 вид:
- Aphroditeola olida